# Пусть начнётся праздник
«Пусть начнётся праздник» (фр. Que la fête commence...) — фильм, историческая драма времён Людовика XV, снятый режиссёром Бертраном Тавернье во Франции в 1975 году. В главных ролях Филипп Нуаре и Жан Рошфор. Фильм удостоен пяти высоких кинематографических наград.

## Сюжет
После смерти в 1715 году короля Людовика XIV место на троне занимает его правнук, малолетний Людовик XV. Согласно завещанию регентом становится Филипп II Орлеанский — человек противоречивый, за глаза обвиняемый окружающими во множестве грехов: мздоимстве, пьянстве, кровосмешении. Среди прочих придворных, внимания подрастающего короля добивается Гийом Дюбуа, священник, воспитатель придворной знати, а в скором будущем — кардинал, архиепископ Камбре и министр иностранных дел Франции. Гийом, Филипп и его фаворитка Мари-Мадлен де Ла Вьевиль, графиня де Парабер большую часть времени проводят в плотских утехах, отдавая им предпочтение перед нарастающими экономическими и политическими проблемами.
Из-за чрезмерно высоких налогов в области Бретань растёт недовольство дворян. Надеясь на помощь короля Испании, они поднимают бунт, но из-за разобщённости интересов терпят поражение. Гийом Дюбуа, сторонник более жёсткой политики, не докладывает регенту о многочисленных прошениях бретонской знати о помиловании. Четверых лидеров бунта, включая предводителя — маркиза де Понкаллек, казнят. Филипп, придерживающийся более либеральных взглядов, испытывает нравственные страдания и отдаляет от себя Дюбуа. Картина завершается сценой сожжения крестьянами дворянской кареты, символизирующей закат «Великого века» французской истории.

## В ролях
- Филипп Нуаре — Филипп II Орлеанский
- Жан Рошфор — Гийом Дюбуа
- Жан-Пьер Марьель — маркиз де Понкаллек
- Марина Влади — Мари-Мадлен де Ла Вьевиль, графиня де Парабер
- Кристина Паскаль — Амели
- Кристиан Клавье — карманный воришка
- Николь Гарсиа
- Даниэль Дюваль

## Награды
- 1976 год — кинопремия «Сезар». Награды: за лучшую режиссуру — Бертран Тавернье, за лучший оригинальный или адаптированный сценарий — Бертран Тавернье и Жан Оранш, за лучшую мужскую роль второго плана — Жан Рошфор, за лучшие декорации. Кроме того, номинации: за лучший фильм, за лучшую женскую роль второго плана — Кристина Паскаль, за лучшую музыку к фильму.
- 1976 год — Союз кинокритиков Франции. Премия за лучший фильм.

## Критика
В аннотации к DVD-изданию обозреватель ресурса digitallyobsessed.com хотя и называет фильм великолепно снятым, наполненным яркими декорациями, костюмами, интересными персонажами, но указывает при этом на отсутствие развития важных сюжетных линий. Финальную сцену, когда доведённые до отчаяния крестьяне сжигают дворянскую карету, он называет неоправданным переходом от развлекательной исторической драмы к мрачной аллегории: временной разрыв между событиями фильма и последующей Французской революцией слишком велик.